# Pyrgula annulata
Pyrgula annulata is een slakkensoort uit de familie Hydrobiidae. De wetenschappelijke naam is gepubliceerd in 1758 door Linnaeus in de tiende editie van Systema naturae.